# Музей вина (Плевен)
Музей вина — музей про болгарські вина та виноробство, розташований у Плевені, Болгарія. Знаходиться в печері в заповідній зоні «Кайлака», біля дамби «Тотлебенов вал». Печера складається з 5 галерей площею 650 м².

## Історія
Музей засновано у 2008 році як державно-приватне партнерство за участю держави як власника печери та компанії-інвестора World Wines. До команди музею увійшли болгарські фахівці з Плевенської панорами та Регіонального історичного музею. Місто Плевен було обрано тому, що воно було першим центром виноробства в Болгарії. У 1890 році в місті було відкрито першу і єдину професійну школу виноградарства і виноробства імені Олександра Стамболійського. У 1902 році в місті було засновано Національний інститут виноградарства і виноробства.

## Опис
У музеї є два дегустаційних зали (більший розрахований на 50 місць), історична частина та зал з експонатами вин з усієї Болгарії. Відвідування музею супроводжується дискусією, яка містить багато інформації про історію вина, технології виробництва тощо.

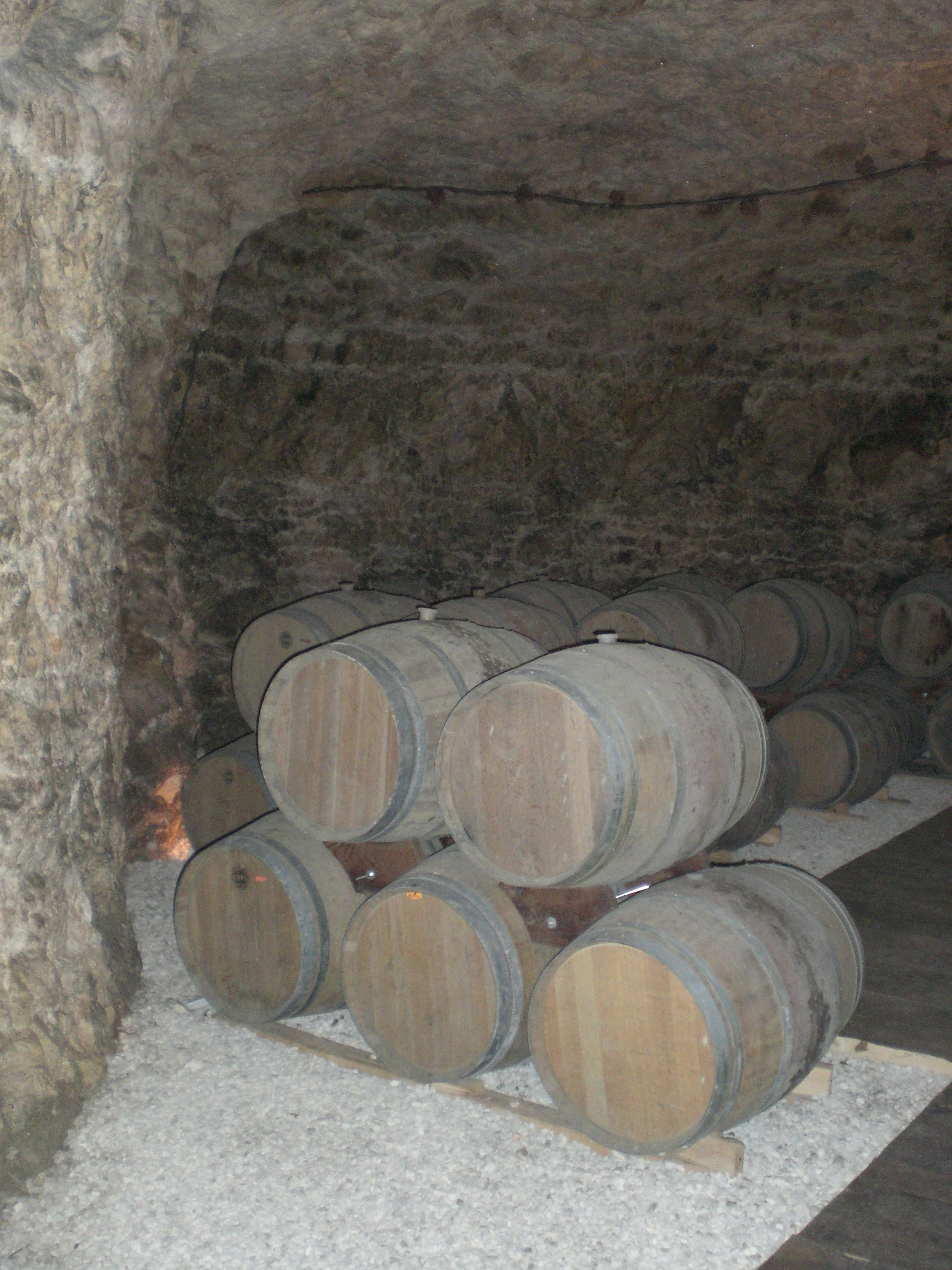
Дубові бочки

Музей вина є водночас місцем, де відвідувачі можуть продегустувати та придбати пляшки доступних понад 6000 видів вина з усіх регіонів Болгарії. Він також пропонує найбільшу в Болгарії виставку (понад 7000 експонатів) старих вин — від 30 до 90 років. В історичному залі представлені предмети та атрибути, пов'язані з виноградарством і виноробством на болгарських землях — від стародавніх фракійців, греків і римлян до наших днів. У погребі представлені різні вина з усіх регіонів Болгарії, розміщені у 100 бочках з французького дуба.
Також пропонується дискусія та дегустація, яка проходить з лектором і за своєю суттю є мінікурсом. Ця практика дуже відома у Франції та в усьому світі та має освітній та культурний характер.

## Дизайн
Інтер'єр та меблі музею вина створив дизайнер Петар Бажлеков.